# Оберфіхтах
Оберфіхтах (нім. Oberviechtach) — місто в Німеччині, розташоване в землі Баварія. Підпорядковується адміністративному округу Верхній Пфальц. 
Площа — 62,41 км2. Населення становить 5019 ос. (станом на 31 грудня 2020).